# James W. Patterson

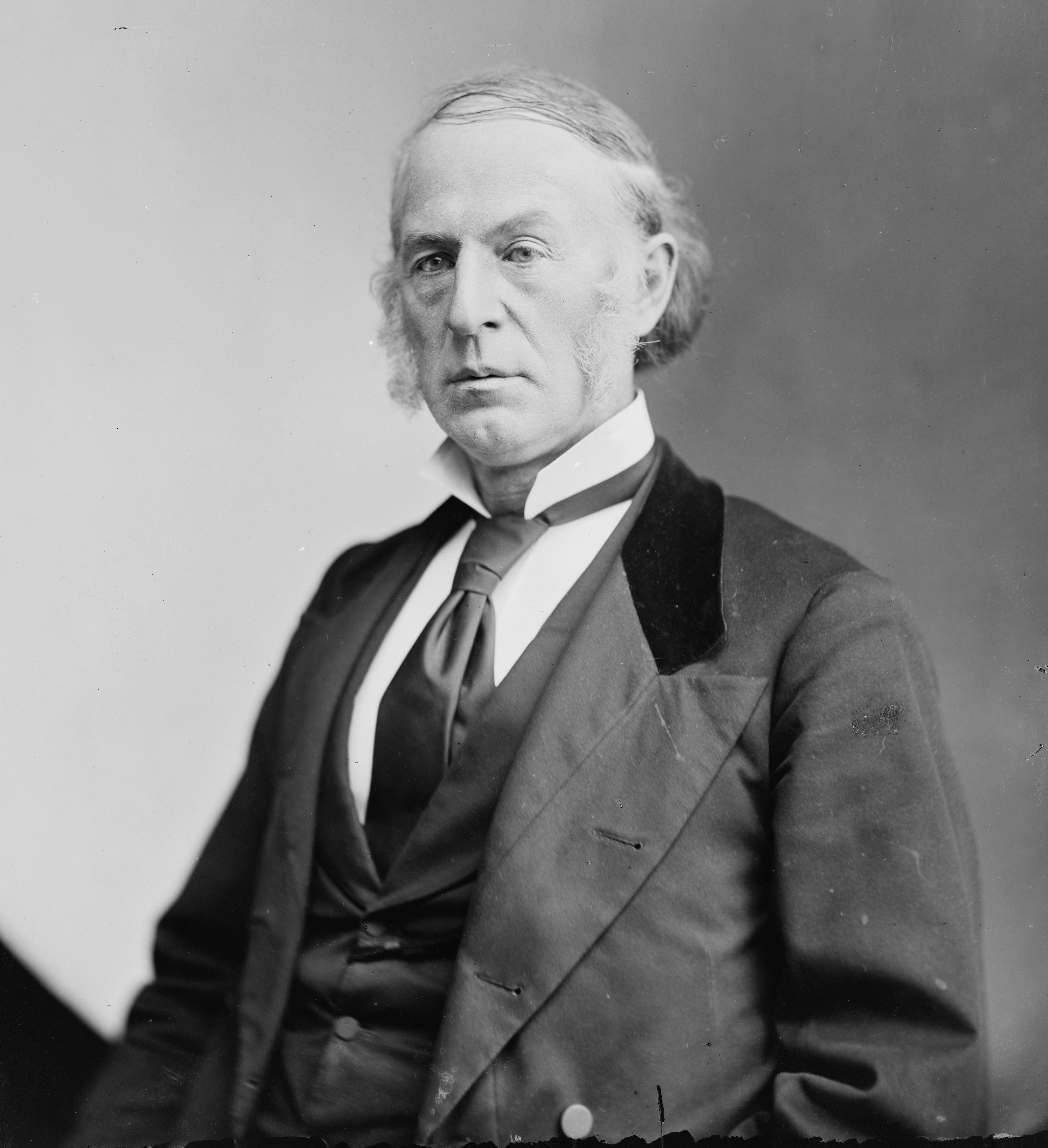
James W. Patterson

James Willis Patterson (* 2. Juli 1823 in Henniker, Merrimack County, New Hampshire; † 4. Mai 1893 in Hanover, New Hampshire) war ein US-amerikanischer Politiker (Republikanische Partei). Er vertrat den Bundesstaat New Hampshire in beiden Kammern des Kongresses.
Nach Abschluss seiner Schulausbildung schrieb sich James Patterson am Dartmouth College in Hanover ein und graduierte dort 1848. Danach wurde er für zwei Jahre Leiter der Woodstock Academy, einer Privatschule in Connecticut. Er besuchte im Anschluss ein theologisches Seminar in New Haven, studierte die Rechtswissenschaften und war von 1854 bis 1865 als Dozent für Mathematik, Astronomie und Meteorologie am Dartmouth College tätig.
Schließlich schlug er auch eine politische Karriere ein. Diese begann 1862 mit der Mitgliedschaft im Repräsentantenhaus von New Hampshire; im Jahr darauf zog er ins US-Repräsentantenhaus in Washington, D.C. ein, wo er als Vertreter des 3. Kongresswahlbezirks von New Hampshire vom 4. März 1863 bis zum 3. März 1867 verblieb. Unmittelbar danach trat er im US-Senat die Nachfolge des nicht mehr kandidierenden Republikaners George G. Fogg an. Während seiner sechsjährigen Amtsperiode war Patterson unter anderem Vorsitzender des Committee on Enrolled Bills.
Patterson war nach seiner Zeit im Senat von 1877 bis 1878 noch einmal Abgeordneter im Parlament seines Heimatstaates. Außerdem gehörte er dem Leitungsgremium der Smithsonian Institution an, war Leiter der Schulbehörde von New Hampshire und stand dem American Institute of Instruction als Präsident vor.